# Notomys amplus
El ratón saltador de cola corta (Notomys amplus) es una especie extinta de roedor miomorfo de la familia Muridae endémico de las pedregosas llanuras abiertas (características por sus pastos desérticos, sus arbustos bajos y sus rizaduras) próximas a Charlotte Waters, cerca de Alice Springs, en el centro de Australia.
Este animal era considerado el más grande de los taxones que integran el género Notomys, aunque se considera que Notomys robustus (también extinto) pudo haber rivalizado en tamaño. Con sus 100 gramos, tenía el doble de peso que cualquiera de sus parientes cercanos (exceptuando al mencionado N. robustus). El pelaje de Notomys amplus era predominantemente de color marrón, y su cola medía aproximadamente lo mismo que el resto del cuerpo.
El ratón saltador de cola corta sólo se conoce por dos ejemplares colectados en Charlotte Waters (en el extremo sur del Territorio del Norte) en 1896, y por los restos contenidos en egagrópilas halladas en el Parque nacional Uluṟu-Kata Tjuṯ y en los Montes Flinders (estos últimos en Australia Meridional). Información proporcionada por los aborígenes australianos indican una distribución del animal más amplia, hacia los desiertos centrales y occidentales. La extinción de Notomys amplus se atribuye a un diverso número de factores, entre los que se encuentran la depredación ejercida por especies invasoras como gatos y zorros, y la alteración del hábitat producto tanto del cambio en el régimen de quemas realizadas por los aborígenes, como del impacto de herbívoros exóticos.